# Rhonda Aldrich
Rhonda Aldrich (* vor 1983 in Kansas) ist eine US-amerikanische Schauspielerin und Synchronsprecherin.

## Leben
Rhonda Aldrich wuchs in Leon, Kansas auf und nahm am Children’s theatre in Wichita Ballett- und Schauspielunterricht. Sie schloss ihr Studium an der Wichita State University mit einem Bachelor of Arts in Theater ab. An der Ohio University erreichte sie ein Master of Fine Arts in Schauspielkunst. Später ging sie nach New York City, reiste aber ein Jahr später zusammen mit ihrem Ehemann nach Los Angeles, wo sie eine Weile mit dem Theaterregisseur José Quintero und dann mit dem Schauspieler Roy London bis zu seinem Tod studierte. Ihr L.A.-Bühnendebüt meisterte sie als Darlene in der West Coast Premiere von Lanford Wilsons Balm in Gilead. Theaterauftritte hatte sie fortan in beiden Städten.
Ihr Filmdebüt erlebte sie 1983 in Boogeyman II. Weitere Filme, in denen sie spielte, sind unter anderem Prison Dancing (1988), Samstag, der 14. schlägt zurück (1988), Eine verhängnisvolle Verbindung (1990), Night of the Living Dead 3D: Re-Animation (2012) und Congratulations (2012).
Im Fernsehen hatte sie wiederkehrende Rollen in den Serien Schatten der Leidenschaft (1986), Zeit der Sehnsucht (1989–1990), Raumschiff Enterprise: Das nächste Jahrhundert (1988–1991) und Walker, Texas Ranger (1997).
Als Synchronsprecherin lieh sie ihre Stimme mehreren Rollen im Film Regina im Regenbogenland (1985) sowie in der Fernsehserie Regina Regenbogen (1986).

## Filmografie
- 1983: Boogeyman II
- 1983: Die Texas-Klinik (Cutter to Houston, Fernsehserie, eine Folge)
- 1984: Simon & Simon (Fernsehserie, eine Folge)
- 1984: Happy Days (Fernsehserie, eine Folge)
- 1984: Boys in Blue (Fernsehfilm)
- 1985: V – Die außerirdischen Besucher kommen (V, Fernsehserie, eine Folge)
- 1985: I Had Three Wives (Fernsehserie, eine Folge)
- 1985: Die Spezialisten unterwegs (Misfits of Science, Fernsehserie, eine Folge)
- 1985: Regina im Regenbogenland (Rainbow Brite and the Star Stealer, Stimme)
- 1986: Regina Regenbogen (Rainbow Brite, Fernsehserie, sieben Folgen, Stimme)
- 1986: T.J. Hooker (Fernsehserie, eine Folge)
- 1986: Golden Girls (The Golden Girls, Fernsehserie, eine Folge)
- 1986: Mord ist ihr Hobby (Murder, She Wrote, Fernsehserie, eine Folge)
- 1986: Schatten der Leidenschaft (The Young and the Restless, Fernsehserie, fünf Folgen)
- 1987: It’s a Living (Fernsehserie, eine Folge)
- 1987: CBS Summer Playhouse (Fernsehserie, eine Folge)
- 1988: Prison Dancing (Jailbird Rock)
- 1988: Samstag, der 14. schlägt zurück (Saturday the 14th Strikes Back)
- 1988–1991: Raumschiff Enterprise: Das nächste Jahrhundert (Star Trek: The Next Generation, Fernsehserie, drei Folgen)
- 1989: Matlock (Fernsehserie, eine Folge)
- 1989: Harrys wundersames Strafgericht (Night Court, Fernsehserie, eine Folge)
- 1989: Hard Time on Planet Earth (Fernsehserie, eine Folge)
- 1989: Die Schöne und das Biest (Beauty and the Beast, Fernsehserie, eine Folge)
- 1989–1990: Zeit der Sehnsucht (Days of our Lives, Fernsehserie, zwei Folgen)
- 1990: Eine verhängnisvolle Verbindung (Body Chemistry)
- 1990: Ein Mädchen namens Dinky (Welcome Home, Roxy Carmichael)
- 1992: Wilde Orchidee 3 (Red Shoe Diaries, Fernsehfilm)
- 1992: Schrei nach Liebe (A Murderous Affair: The Carolyn Warmus Story, Fernsehfilm)
- 1992, 1995: Harrys Nest (Empty Nest, Fernsehserie, zwei Folgen)
- 1993–1994: Foxy Fantasies (Red Shoe Diaries, Fernsehserie, zwei Folgen)
- 1994: Überflieger (Wings, Fernsehserie, eine Folge)
- 1994: Eine schrecklich nette Familie (Married… with Children, Fernsehserie, eine Folge)
- 1997: Red Shoe Diaries 7: Burning Up
- 1997: Walker, Texas Ranger (Fernsehserie, zwei Folgen)
- 1997: General Hospital (Fernsehserie)
- 2000: Red Shoe Diaries 12: Girl on a Bike
- 2000: Sex, Lügen und Hollywood (Kiss Tomorrow Goodbye, Fernsehfilm)
- 2000: Megalomania (Kurzfilm)
- 2001: Crocodile Dundee in Los Angeles
- 2002: Frauenpower (Family Law, Fernsehserie, eine Folge)
- 2003: Emergency Room – Die Notaufnahme (ER, Fernsehserie, eine Folge)
- 2005: Blind Justice – Ermittler mit geschärften Sinnen (Blind Justice, Fernsehserie, eine Folge)
- 2005: Without a Trace – Spurlos verschwunden (Without a Trace, Fernsehserie, eine Folge)
- 2005: Criminal Minds (Fernsehserie, eine Folge)
- 2007: The Singles Table (Fernsehserie, eine Folge)
- 2009: The Gods of Circumstance
- 2009: The Middle (Fernsehserie, eine Folge)
- 2012: Night of the Living Dead 3D: Re-Animation
- 2012: Congratulations
- 2013: Monday Mornings (Fernsehserie, eine Folge)